# 拉萬灣
66°32′S 138°27′E / 66.533°S 138.450°E
拉萬灣（Ravin Bay），是南極洲的海灣，位於阿黛利地，處於佩平角和弗朗賽冰川之間，在1840年由法國探險隊發現，現時由南極條約體系管理。